# Rudolf Drozd
Rudolf Drozd (Žižkov, 13 dicembre 1911 – 6 aprile 1967) è stato un calciatore cecoslovacco, di ruolo attaccante.

## Carriera

### Nazionale
Il 13 dicembre 1936 ha giocato la sua unica partita con la Nazionale affrontando l'Italia in amichevole (2-0).